# Bon-Repos-sur-Blavet
Bon-Repos-sur-Blavet – gmina we Francji, w regionie Bretania, w departamencie Côtes-d’Armor. W 2013 roku liczba ludności wynosiła 1276 mieszkańców. 
Gmina została utworzona 1 stycznia 2017 roku z połączenia trzech ówczesnych gmin: Laniscat, Perret oraz Saint-Gelven. Siedzibą gminy została miejscowość Laniscat.